# Vlag van Kluisbergen
De vlag van Kluisbergen werd door de gemeenteraad op 31 maart 1989 officieel vastgesteld als de gemeentelijke vlag van de Oost-Vlaamse gemeente Kluisbergen. Op 9 mei 1989 werd hij door het Bestuur van Vlaanderen bevestigd en uiteindelijk gepubliceerd op 8 november 1989 in het officiële Belgisch Staatsblad.
Officieel wordt de vlag beschreven als:
Gevierendeeld 1. zwart 2. wit 3. geel 4. blauw
De vier delen van de vlag symboliseren de vier onderdelen van de gemeente, terwijl de kleuren afkomstig zijn van hun wapens (Berchem, zwart en wit; Ruien, blauw, geel en wit; Zulzeke, blauw en geel, Kwaremont had geen eigen wapen).

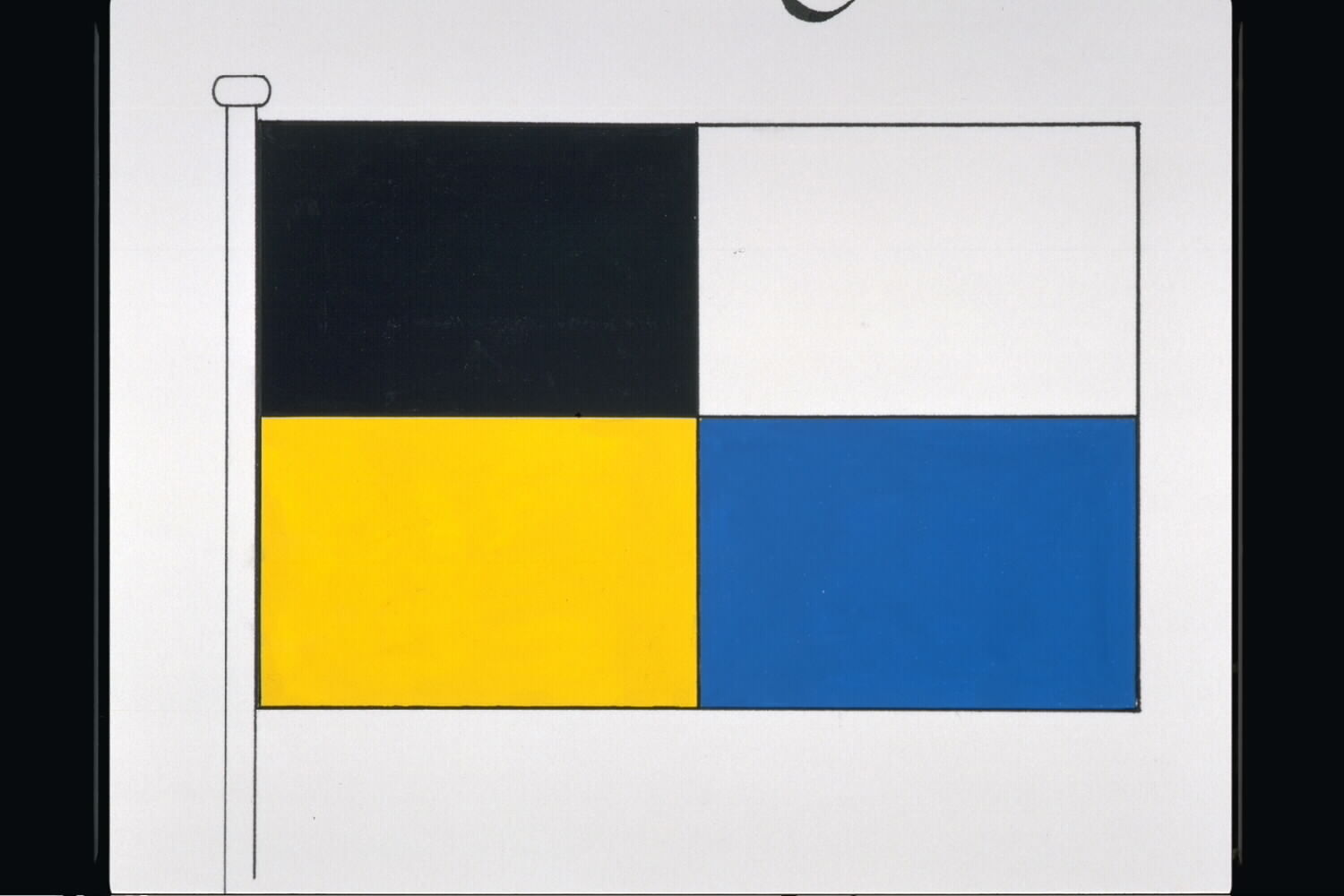
Officiële tekening van de vlag